# (145485) 2005 UN398
(145485) 2005 UN398 – planetoida okrążająca Słońce po nietypowej orbicie, nienależąca do żadnej z grup asteroid.

## Odkrycie
Została odkryta 31 października 2005 roku w Lowell Observatory w programie LONEOS (stacja Anderson Mesa). Nazwa planetoidy jest oznaczeniem tymczasowym.

## Orbita
(145485) 2005 UN398 okrąża Słońce w ciągu 9,85 lat w średniej odległości 4,60 j.a. po mocno eliptycznej orbicie o mimośrodzie 0,52. W swoim obiegu w peryhelium wynoszącym 2,21 j.a. krąży wewnątrz pasa głównego planetoid, a w aphelium (6,98 j.a.) znajduje się znacznie dalej niż Jowisz. Według danych z 24 listopada 2007 roku (145485) 2005 UN398 jest jedną z 19 asteroid poruszających się po tak nietypowej orbicie.